# Italo-gallesi
Italo-gallesi (in inglese: Welsh Italians; in gallese Cymry Eidalaidd) sono gallesi completamente o parzialmente di origine italiana, i cui antenati erano italiani emigrati nel Galles nel contesto della diaspora italiana, oppure persone nate in Italia residenti nel Galles. L'immigrazione italiana nel Galles ebbe luogo principalmente nel XIX e all'inizio del XX secolo e il maggior numero di immigranti si stabilirono inizialmente nella contea di Glamorgan e nella città di Newport . 

## Storia della migrazione
Gli immigrati italiani nel Galles, provenienti principalmente dall'Appennino tosco-emiliano e, in particolare, dalla città di Bardi, fondarono una rete di caffè, gelaterie e negozi di fish and chips nel Galles dal 1890 in poi.  Nella Rhondda Valley i caffè presero il nome di "Bracchis" dal nome di uno dei primi proprietari di caffè.  Prima della Seconda Guerra Mondiale, vi erano più di 300 caffè italiani nel Galles, di cui 11 sono ancora gestiti dalle stesse famiglie.  I fratelli Frank e Aldo Berni, che iniziarono l'attività a Merthyr Tydfil, fondarono poi la catena Berni Inn .  La cittadina di Ystrad Mynach ha visto nel corso degli anni molti caffè italiani, di proprietà di famiglie come i Lusardi, i Massari, i Bracchi e i Sidoli. L'ultimo caffè italiano della città, il "John's Cafe", era di proprietà della famiglia Sidoli ed è stato chiuso nel 2017 dopo oltre 50 anni di attività. 
Durante la seconda guerra mondiale, gli italo-gallesi senza cittadinanza britannica furono dichiarati stranieri nemici e alcuni furono internati sull'Isola di Man o in Canada. 53 italo-gallesi persero la vita nel naufragio della nave passeggeri Arandora Star nel 1940. Un memoriale è stato collocato nella cattedrale metropolitana di Cardiff nel 2010 per commemorare questa tragedia  e una cappella commemorativa si trova nel cimitero di Bardi. 
Nel 1911, vi erano 20.389 italiani nel Galles. Secondo una stima del 2012, vi erano allora 40.000 persone di origine italiana residenti nel Galles. 

## Persone notevoli
- Il pugile Joe Calzaghe
- La deputata nel Parlamento di Londra per la circoscrizione elettorale di Gower, Tonia Antoniazzi
- L'attore Victor Spinetti e suo fratello Henry
- Il pugile Enzo Maccarinelli
- Il musicista Pino Palladino
- I calciatori David D'Auria e Donato Nardiello
- I giocatori di rugby Robert e Peter Sidoli, Theo Bevacqua, Ben Cambriani, James Ratti
- L'artista Andrea Vicari
- Lo chef Michele Bonacini

## Nella cultura popolare
La BBC ha trasmesso un documentario in due parti sugli italo-gallesi, presentato da Michela Chiappa (gallese, nata a Merthyr Tydfil, ma da genitori italo-gallesi) che è andata a visitare Bardi. La proprietaria del bar Bella Lasagne della serie televisiva gallese Sam il pompiere è una cittadina italiana che vive nel Galles.